# (1643) Brown
(1643) Brown ist ein Asteroid des Hauptgürtels, der am 4. September 1951 von dem deutschen Astronomen Karl Wilhelm Reinmuth an der Landessternwarte Heidelberg-Königstuhl der Universität Heidelberg entdeckt wurde.
Benannt ist der Asteroid nach dem britischen Astronomen Ernest William Brown.